# Марко Йованович (футболіст, 1988)
Марко Йованович (серб. Marko Jovanović / Марко Јовановић, нар. 26 березня 1988, Арілє) — сербський футболіст, захисник. Виступав, зокрема, за клуби «Партизан» та «Вісла» (Краків) та «Борац» (Баня-Лука), а також молодіжну збірну Сербії. По завершенні ігрової кар'єри — тренер.

## Клубна кар'єра
Народився 26 березня 1988 року в місті Арілє і розпочав свою кар'єру в молодіжній команді «Будучност» з рідного міста, а у віці 13 років приєднався до молодіжного відділу столичного «Партизана». Влітку 2005 року він був відданий на два роки в оренду у клуб «Телеоптик» в рамках співпраці між двома групами, де провів 54 гри у Третій лізі Сербії.
Йованович підписав свій перший професійний контракт з «Партизаном» 23 липня 2007 року разом з одноклубником Браниславом Станичем. 26 вересня 2007 року дебютував у «Партизані» в матчі Кубка Сербії, здобувши перемогу над «Радом» з рахунком 4:1. 23 жовтня 2008 року дебютував у єврокубках у матчі групового етапу Кубка УЄФА проти «Сампдорії». 27 березня 2010 року Забив свій дебютний гол за «Партизан» на 90-й хвилині у матчі проти клубу «Борча», принісши своїй команді перемогу 2:1. Загалом провів у «Партизані» чотири сезони, і за цей час чотири рази поспіль вигравав сербську Суперлігу і тричі вигравав Кубок Сербії.

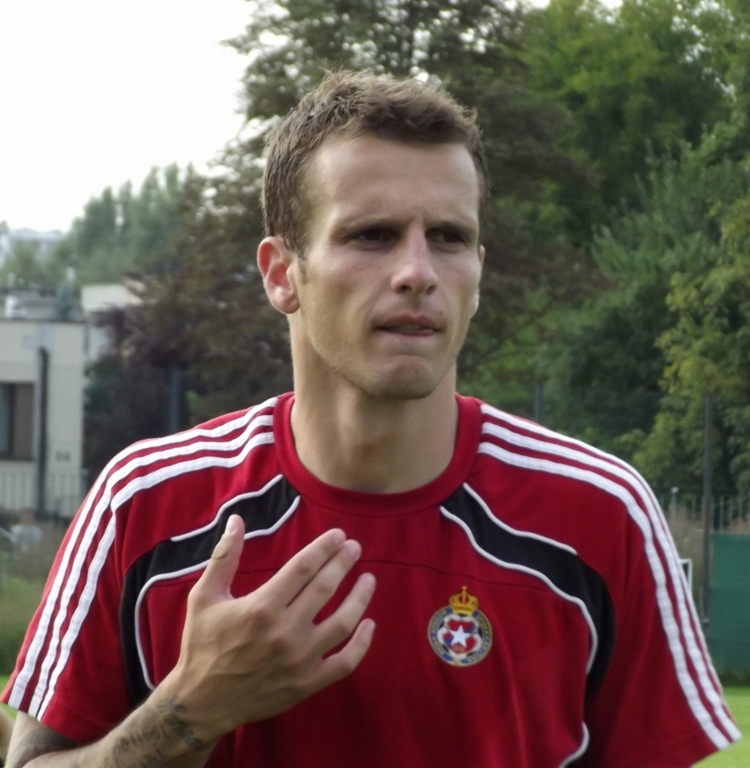
Марко Йованович під час виступів за «Віслу» (Краків). 2011 рік.

23 червня 2011 року Йованович приєднався до складу польської «Вісли» (Краків), яка перебувала на зборах у Нідерландах. 12 липня серб підписав з краківським клубом п'ятирічний контракт. 9 вересня 2011 року він дебютував за «Віслу» в матчі проти «Леха» з Познані (1:2). 24 січня 2015 року за згодою сторін розірвав контракт з «Віслою», так і не ставши основним гравцем клубу.
24 серпня 2015 року Марко Йованович приєднався до команди «Вождовац», підписавши однорічний контракт. Перший матч за «Вождовац» провів 13 вересня 2015 року проти «Явора» з Іваниці. Протягом першої частини сезону 2015/16 Йованович зіграв 12 матчів у всіх турнірах.
23 грудня 2015 року підписав контракт із «Партизаном» на два з половиною роки, повернувшись до рідної команди. 21 лютого 2016 року Йованович зіграв свій перший матч проти клубу «ОФК Белград». 11 травня 2016 року він забив гол у фіналі Кубка Сербії 2015/16 проти «Явора» з Іваниці й допоміг клубу здобути перемогу з рахунком 2:0 і здобути трофей.
Влітку 2016 року серб підписав контракт клубом «Бней-Єгуда» з Прем'єр-ліги Ізраїлю до кінця сезону. 10 вересня 2016 року дебютував у новій команді в матчі проти «Маккабі» з Хайфи (2:2). 1 жовтня 2016 року він забив свій дебютний гол в матчі проти «Ашдода» (2:2). Всього за сезон зіграв 29 ігор в усіх турнірах і забив 2 голи.
24 серпня 2017 року Йованович підписав дворічний контракт із клубом грецької Суперліги «Лариса», але закріпитись в основі не зумів і залишив команду у червні 2018 року лише після одного сезону.
У сезоні сербської Суперліги 2018/19 Йованович знову виступав за «Вождовац» і був постійним гравцем клубу, зігравши 30 ігор у чемпіонаті та забивши 1 гол у чемпіонаті. Після цього 30 червня 2019 року Йованович підписав однорічний контракт з боснійським клубом «Борац» (Баня-Лука). Він офіційно дебютував за «Борац» 20 липня 2019 року в матчі проти «Железничара» на виїзді (0:0). 29 вересня 2019 року він забив свій перший гол за «Борац» у домашньому матчі проти «Вележа» (3:1). 29 листопада 2019 року Йованович продовжив свій контракт з «Борацем» до червня 2023 року. Він виграв свій перший трофей з клубом 23 травня 2021 року, ставши чемпіоном боснійської Прем'єр-ліги за одну гру до кінця сезону 2020/21.
Після двох з половиною років у «Бораці» Йованович розірвав контракт із клубом у січні 2022 року. Потім він приєднався до «Пролетера» з Нови-Саду, з яким за підсумками сезону 2021/22 вилетів із сербської Суперліги.
У червні 2022 року він підписав контракт з клубом «Железнічар» (Панчево), що грав у Першій лізі Сербії, другому дивізіоні країни. Він допоміг команді вперше в історії вийти до Суперліги, де протягом першої частини сезону 2023/24 зіграв ще 9 матчів, після чого завершив свою ігрову кар'єру під час зимової перерви.

## Виступи за збірну
21 серпня 2007 року Йованович вперше дебютував на міжнародній арені, виступивши за команду молодіжної збірної Сербії у товариському матчі з молодіжною збірною Молдови. Згодом у її складі брав участь у молодіжному чемпіонаті Європи 2009 року у Швеції, де серби не вийшли з групи. Всього на молодіжному рівні зіграв у 23 офіційних матчах.
Влітку 2008 року Йованович був включений до сербської олімпійської збірної на Олімпіаду 2008 року, де зіграв у всіх трьох матчах у групі, проти збірних Австралії, Кот-д'Івуару та Аргентини, але його команда у підсумку посіла 4-те місце у своїй групі й не вийшла у наступний раунд.

## Тренерська кар'єра
На початку 2014 року увійшов до тренерського штабу рідного «Партизана», де працював під керівництвом ряду тренерів, а у грудні 2024 року, після того, як Саво Милошевич залишив клуб, Йованович, незважаючи на відсутність необхідної тренерської ліцензії PRO, керував першою командою «Партизана» у п'яти матчах як тимчасовий тренер

## Титули і досягнення
- Чемпіон Сербії (4):

«Партизан»: 2007/08, 2008/09, 2009/10, 2010/11
- Володар Кубка Сербії (4):

«Партизан»: 2007/08, 2008/09, 2010/11, 2015/16
- Володар Кубка Ізраїлю (1):

«Бней-Єгуда»: 2016/17
- Чемпіон Боснії і Герцеговини (1):

«Борац» (Баня-Лука): 2020/21